# Станнид дииттербия
Станнид дииттербия — бинарное интерметаллическое неорганическое соединение
иттербия и олова
с формулой Yb2Sn,
кристаллы.

## Получение
- Сплавление стехиометрических количеств чистых веществ:

{\displaystyle {\mathsf {2Yb+Sn\ {\xrightarrow {1385^{o}C}}\ Yb_{2}Sn}}}

## Физические свойства
Станнид дииттербия образует кристаллы
гексагональной сингонии,
пространственная группа P 63/mmc,
параметры ячейки a = 0,5371 нм, c = 0,7063 нм, Z = 2,
структура типа диникельиндия InNi2
.
Соединение конгруэнтно плавится при температуре 1385 °C .